# Tâm lý học môi trường
Tâm lý học môi trường là một lĩnh vực liên ngành tập trung vào sự tương tác giữa các cá nhân và môi trường xung quanh. Nó xem xét cách mà môi trường tự nhiên và môi trường được xây dựng của chúng ta định hình chúng ta như những cá nhân. Trường xác định rộng rãi thuật ngữ môi trường, bao gồm môi trường tự nhiên, môi trường xã hội, môi trường được xây dựng, môi trường học tập và môi trường thông tin.
Tâm lý học môi trường không được công nhận hoàn toàn là lĩnh vực riêng của nó cho đến cuối những năm 1960 khi các nhà khoa học bắt đầu đặt câu hỏi về sự ràng buộc giữa hành vi của con người với môi trường tự nhiên và được xây dựng của chúng ta. Kể từ khi thành lập, lĩnh vực này đã được cam kết phát triển một ngành học vừa hướng đến giá trị, vừa hướng đến vấn đề, ưu tiên nghiên cứu nhằm giải quyết các vấn đề môi trường phức tạp để theo đuổi hạnh phúc cá nhân trong một xã hội lớn hơn. Khi giải quyết các vấn đề liên quan đến tương tác môi trường-con người, dù là toàn cầu hay địa phương, người ta phải có một mô hình về bản chất con người dự đoán các điều kiện môi trường mà con người sẽ phản ứng tốt. Mô hình này có thể giúp thiết kế, quản lý, bảo vệ và/hoặc khôi phục các môi trường giúp tăng cường hành vi hợp lý, dự đoán các kết quả có thể xảy ra khi các điều kiện này không được đáp ứng và chẩn đoán các tình huống vấn đề. Lĩnh vực này phát triển một mô hình như vậy về bản chất con người trong khi vẫn giữ được sự tập trung rộng lớn và đa ngành vốn có. Nó khám phá những vấn đề khác nhau như quản lý tài nguyên chung, tìm đường trong các thiết lập phức tạp, ảnh hưởng của căng thẳng môi trường đến hiệu suất của con người, đặc điểm của phục hồi môi trường, xử lý thông tin của con người và thúc đẩy hành vi bảo tồn lâu dài. Gần đây, bên cạnh sự tập trung gia tăng vào biến đổi khí hậu trong xã hội và khoa học xã hội và sự tái xuất hiện của các mối quan tâm giới hạn đối với tăng trưởng, đã có sự tập trung gia tăng vào các vấn đề bền vững môi trường trong lĩnh vực này.
Mô hình đa ngành này không chỉ đặc trưng cho tính năng động mà tâm lý môi trường dự kiến sẽ phát triển. Nó cũng là chất xúc tác trong việc thu hút các trường phái kiến thức khác theo đuổi, ngoài các nhà tâm lý học nghiên cứu. Các nhà địa lý, nhà kinh tế, kiến trúc sư cảnh quan, nhà hoạch định chính sách, nhà xã hội học, nhà nhân chủng học, nhà giáo dục và nhà phát triển sản phẩm đều đã khám phá và tham gia vào lĩnh vực này.
Mặc dù "tâm lý học môi trường" được cho là mô tả nổi tiếng nhất và toàn diện nhất về lĩnh vực này, nó còn được gọi là yếu tố con người khoa học, công thái học nhận thức, tâm lý học sinh thái, nghiên cứu môi trường hành vi, và các nghiên cứu người-môi trường. Các lĩnh vực liên quan chặt chẽ bao gồm tâm lý học kiến trúc, kiến trúc xã hội, địa lý học hành vi, xã hội học môi trường, sinh thái học xã hội và nghiên cứu thiết kế môi trường.